# Quyết Tiến, Tiên Lãng
Quyết Tiến là một xã thuộc huyện Tiên Lãng, thành phố Hải Phòng, Việt Nam.

## Địa lý
Xã Quyết Tiến nằm ở phía tây bắc huyện Tiên Lãng, có vị trí địa lý:
- Phía đông giáp thị trấn Tiên Lãng
- Phía tây giáp huyện Vĩnh Bảo
- Phía nam giáp xã Khởi Nghĩa và xã Tiên Thanh
- Phía bắc giáp huyện An Lão và các xã Tiên Cường, Tự Cường.

Xã Quyết Tiến có diện tích 9,01 km², dân số năm 2019 là 8.022 người, mật độ dân số đạt 890 người/km².

## Lịch sử
Địa bàn xã Quyết Tiến hiện nay trước đây vốn là hai xã Quyết Tiến và Tiên Tiến thuộc huyện Tiên Lãng.
Trước khi sáp nhập, xã Quyết Tiến có diện tích 4,95 km², dân số là 4.429 người, mật độ dân số đạt 895 người/km², có 7 thôn: Ngân Cầu, Phú Cơ, Cổ Duy, La Cầu, Phương La, Ngân Bồng, Tất Cầu. Xã Tiên Tiến có diện tích 4,06 km², dân số là 3.593 người, mật độ dân số đạt 885 người/km².
Ngày 10 tháng 1 năm 2020, Ủy ban Thường vụ Quốc hội ban hành Nghị quyết số 872/NQ-UBTVQH14 về việc sắp xếp các đơn vị hành chính cấp xã thuộc thành phố Hải Phòng (nghị quyết có hiệu lực từ ngày 1 tháng 2 năm 2020). Theo đó, sáp nhập toàn bộ diện tích và dân số của xã Tiên Tiến vào xã Quyết Tiến.